# Chiara Romagnani
Chiara Romagnani (* 31. Januar 1973) ist eine italienische Immunologin, Direktorin des Instituts für Medizinische Immunologie der Charité sowie Hochschullehrerin an der Freien Universität Berlin.

## Leben und Wirken
Romagnani studierte ab 1991 Humanmedizin an der Universität Florenz, wo sie 1998 ihr Studium abschloss. Anschließend arbeitete sie als Ärztin am Nationalen Krebs Institut der Universität Genua, wo sie den Facharzttitel in Onkologie erwarb. 2006 wurde sie mit einer immunologischen Arbeit an der Universität Genua zur Dr. med. promoviert. Von 2006 bis 2009 war sie als Postdoktorandin am Institut für Immunologie der Charité tätig. 2010 wechselte sie als Gruppenleiterin an das Deutsche Rheuma-Forschungszentrum in Berlin. Von 2017 bis 2020 war Romagnani Heisenberg-Professorin an der Klinik für Gastroenterologie, Infektiologie und Rheumatologie der Charité. Seit 2018 ist sie Vorstandsmitglied der Deutschen Gesellschaft für Immunologie. Von 2020 bis 2023 war sie ordentliche Professorin an der Charité. Seit 2022 ist sie Chefredakteurin der Fachzeitschrift European Journal of Immunology. Seit 2023 ist Romagnani Direktorin am Institut für Medizinische Immunologie der Charité sowie im Rahmen der Berlin University Alliance Professorin an der Freien Universität Berlin. 2024 wurde Romagnani zum Mitglied in die Deutsche Akademie der Naturforscher Leopoldina gewählt.

## Forschung
Romagnanis Forschungsschwerpunkte liegen vor allem im Bereich der angeborenen Immunität. Ihr besonderes Interesse gilt den angeborenen Lymphoidzellen und ihrer dualen Rolle bei der Wundheilung sowie bei Entzündungsprozessen. Dabei konnte sie Signale identifizieren, die entzündungsfördernde oder -hemmende Prozesse in diesen Zelle steuern. Es gelang zudem, die Immunantwort dieser Zellen gezielt zu beeinflussen. Bei Patienten mit chronisch-entzündlichen Erkrankungen konnten  Signalwege unterschieden werden, die entweder die Produktion entzündungsfördernder Botenstoffe, wie den Tumornekrosefaktor, oder entzündungshemmender Botenstoffe, wie Interleukin-22, in Gang setzen. Ihre Forschung zielt in die Richtung, durch gezielt selektive Blockade oder Aktivierung der dafür zuständigen Rezeptoren schädliche Auswirkungen zu vermeiden. Chronische Entzündungen könnten so gelindert oder sogar geheilt werden.
Darüber hinaus widmet sie sich in ihrer Forschung zur Immunantwort auch den NK-Zellen. Hier konnte Romagnani mit ihrem Team nachweisen, dass diese ähnliche Eigenschaften haben wie klassische Gedächtniszellen, die B- und T-Lymphozyten.